# Lehmanniella splendens
Lehmanniella splendens là một loài thực vật có hoa trong họ Long đởm. Loài này được (Hook.) Ewan mô tả khoa học đầu tiên năm 1948.